# L'Île des morts (roman de James)
Pour les articles homonymes, voir Île des morts.
L'Île des morts (The Skull Beneath the Skin) est un roman britannique de Phyllis Dorothy James paru en 1982. C'est le second et dernier titre ayant pour héroïne le personnage fictif de Cordélia Gray.

## Résumé
Le roman raconte l'histoire de Cordelia Gray, directrice d'une agence de détectives basée à Londres, qui emploie à l'occasion deux intérimaires, une certaine Miss Maudsley et un certain Bevis. 
Un jour, pendant que Cordélia regardait la nouvelle plaque de l'agence que Bevis venait d'installer de travers, un homme âgé du nom de Sir George Ralston l'interpelle et souhaite l'engager, car sa femme, Clarissa Ralston, comédienne, reçoit des menaces de mort. Il lui demande alors de veiller sur elle et l'invite le week-end suivant dans le château d'Ambrose Gorringe sur l'île de Courcy près de Speymouth où Clarissa donne une représentation de théâtre. Ambrose Gorringe, ami de Clarissa, vient de finir la rénovation du petit théâtre de l'île. 
Plusieurs personnes y sont invitées : amis, famille, proches. Le jour de la représentation, peu de temps avant de monter sur scène, Clarissa souhaite aller dans sa chambre pour se reposer, mais elle ne veut pas que Cordélia reste à ses côtés. Puis, lorsque Cordélia vient chercher Clarissa pour la représentation, elle la retrouve assassinée sur son lit. Les occupants du château préviennent la police de Speymouth. Celle-ci mène son enquête et interroge chaque occupant. Quelques jours après, tôt le matin, Cordélia et deux des occupants du château descendent de leur chambre et retrouvent le majordome Munter mort noyé. Après avoir enquêté sur ces deux morts, Cordélia découvre l'identité de l'assassin.